# Agrypon nox
Agrypon nox är en stekelart som beskrevs av Morley 1913. Agrypon nox ingår i släktet Agrypon och familjen brokparasitsteklar. Inga underarter finns listade i Catalogue of Life.